# Cryptotis niausa
Cryptotis niausa és una espècie d'eulipotifle de la família de les musaranyes. És endèmica del nord de l'Equador. Es tracta d'una espècie de Cryptotis de mida mitjana-grossa, amb una llargada de cap a gropa de 74–89 mm. El seu pelatge és de color cafè-grisenc, amb una lleugera coloració groga a la gola i el pit. El seu nom específic, niausa, significa ‘cec’ en quítxua del nord.